# Мокумби, Пашкуал
Пашкуал Мануэл Мокумби (порт. Pascoal Mocumbi; 10 апреля 1941, Иньямбане, Португальская Восточная Африка — 25 марта 2023) — мозамбикский политический и государственный деятель, премьер-министр страны с 16 декабря 1994 по 17 февраля 2004 года. По профессии медик.

## Биография
В 1961 году был членом-основателем Национального союза студентов Мозамбика (UNEMO), впоследствии генеральным секретарём и вице-президентом этой студенческой организации.
Отправился в Лиссабон, но покинул Португалию по политическим мотивам и поступил в университет Пуатье во Франции, где пробыл до 1963 года.
Образование получил в Лозаннском университете.
Один из основателей в 1962 году Фронта освобождения Мозамбика ФРЕЛИМО, участник национально-освободительной борьбы во время Войны за независимость Мозамбика. Член Центрального комитета ФРЕЛИМО, возглавлял Департамент информации и пропаганды. С 1965 по 1967 год был постоянным представителем ФРЕЛИМО в Алжире.
В течение своей медицинской карьеры работал врачом акушерства и гинекологии Центральной больницы Мапуту, одновременно — директором больницы (1975—1976); гинекологом-акушером центральной больницы Бейра, главврачом и провинциальным директором здравоохранения провинции Софала (1976—1980), был координатором Национальной базы кампании по вакцинации, достигшей кульминации в Мозамбике во время ликвидации эпидемии кори. С 1976 по 1979 год участвовал в подготовке Всемирного отчёта о здравоохранении 1978—1979 гг.
В 1980—1987 годах работал министром здравоохранения Мозамбика. В 1987—1994 годах занимал должность министра иностранных дел страны. Возглавляя дипломатический сектор, способствовал нейтрализации внешних факторов дестабилизации, нормализовал отношения Мозамбика с Западом. Внёс особый вклад в координацию усилий правительства по реконструкции, контролю над инфляцией и экономическому росту между 1994 и 1999 годами.
В 1994—2004 годах — премьер-министр Мозамбика. Покинул свой пост в феврале 2004 года. Был членом Национальной ассоциации ветеранов ФРЕЛИМО, членом Мозамбиканской ассоциации здравоохранения (AMOSAPU), Мозамбиканской ассоциации защиты семьи (AMODEFA) и Ассоциации борцов за национальное освобождение (ACLLN).
С 2004 по 2013 год Мокумби занимал должность Верховного представителя европейских и других развивающихся стран в области клинических испытаниях (EDCTP).